# Frossos (Braga)
Frossos is een plaats (freguesia) in de Portugese gemeente Braga en telt 1 423 inwoners (2001).